# プール族

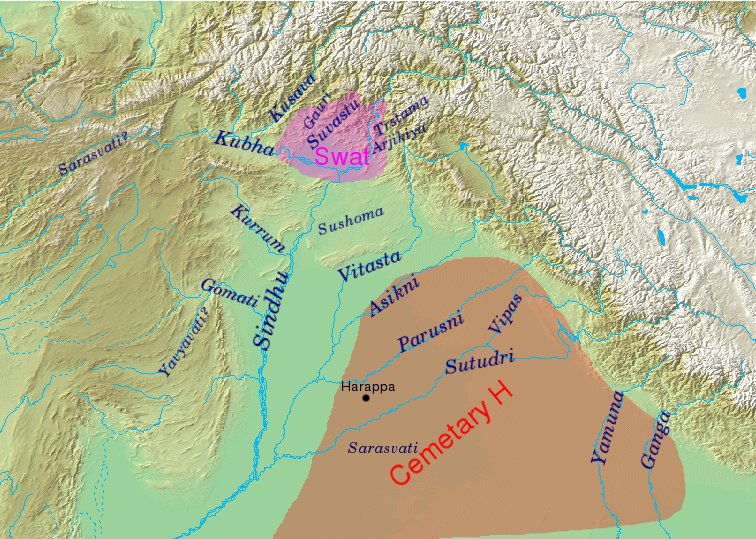
十王戦争の戦場となった五河地方（パンジャーブ）

プール族（プールぞく、サンスクリット  पौरव Paurava（パウラヴァ） =「पूरु Pūru の子孫」の意）は、古代インドの宗教文献『リグ・ヴェーダ』に頻繁に言及される部族の名称。あるいは、トリツ族なども元来はプール族から出たものであり、プール族を複数の部族の連合体と捉える場合もある。また、『プラーナ文献』において月種族系統に分類され、家系を特に詳しく述べられている。

## 前期ヴェーダ時代
『リグ・ヴェーダ』によると、プール族はサラスヴァティー川流域に生活していた（7.96.2）。
プール族は、インド・アーリア人の諸部族の中で徐々に影響力を強めつつあったトリツ族やバラタ族と対立し、ブリグ族などとともに十王の連合軍を形成して十王戦争を起こしたが、スダース王率いるトリツ族・バラタ族軍に敗れた。当時の様子については、ダスユ#『リグ・ヴェーダ』のダスユの項も参照。しかし、トリツ族もバラタ族も、もともとはプール族から派生した部族であった。
戦後、プール族はバラタ族と連携を深め、後に融合して、支配階級としてのクル族を形成するに至る。クル族が領域を固定化してクル国が成立した後も、パンチャーラ族と連携して、ガンジス川流域に強い勢力を保ちつづけた。

## 後期ヴェーダ時代以降
- アレクサンドロス3世と戦ったポロスは、プール族（パウラヴァ（Paurava））の末裔であるとする説がある。
- パキスタンのパンジャーブ州に主に見られる「プリー」（パンジャービー語 ਪੁਰੀ、ヒンディー語 पुरी、ウルドゥー語: پــــُـــرى）という名字は、プール族にその起源を求めている。

## インド神話
『マハーバーラタ』の神話においては、プールというひとりの人物に擬人化され、パーンダヴァ五王子やカウラヴァ百王子の祖先とされている。同じくドルヒユ族はドルヒユに、アヌ族はアヌに、プールの兄弟として擬人化されている。